# Élections municipales de 1989 dans l'Aisne
Les élections municipales françaises de 1989 ont eu lieu les 12 et 19 mars 1989. Le département de l'Aisne comptait 816 communes, dont 14 de plus de 3 500 habitants où les conseillers municipaux étaient élus selon un scrutin de liste avec représentation proportionnelle.

## Maires élus
Les maires élus à la suite des élections municipales dans les communes de plus de 3 500 habitants sont :
| Communes             | Population | Maire sortant       | Parti | Parti | Maire élu           | Parti | Parti         |
| -------------------- | ---------- | ------------------- | ----- | ----- | ------------------- | ----- | ------------- |
| Saint-Quentin        | 63 567     | Jacques Braconnier  |       | RPR   | Daniel Le Meur      |       | PCF           |
| Soissons             | 30 213     | Bernard Lefranc     |       | PS    | Bernard Lefranc     |       | PS            |
| Laon                 | 26 682     | René Dosière        |       | PS    | Jean-Claude Lamant  |       | RPR           |
| Château-Thierry      | 14 557     | André Rossi         |       | UDF   | Dominique Jourdain  |       | PS            |
| Chauny               | 13 435     | Yves Brinon         |       | UDF   | Marcel Lalonde      |       | UDF           |
| Tergnier             | 12 032     | Jacques Desallangre |       | PS    | Jacques Desallangre |       | PS            |
| Hirson               | 11 348     | Georges Lapeyrie    |       | RPR   | Georges Lapeyrie    |       | RPR           |
| Villers-Cotterêts    | 8 380      | Charles Baur        |       | UDF   | Georges Bouaziz     |       | PS            |
| Bohain-en-Vermandois | 7 271      | Yvan Rojo           |       | PCF   | Serge Lemince       |       | Divers droite |
| Gauchy               | 5 612      | Serge Monfourny     |       | PCF   | Serge Monfourny     |       | PCF           |
| Guise                | 6 195      | Daniel Cuvelier     |       | PS    | Daniel Cuvelier     |       | PS            |
| Belleu               | 4 263      |                     |       | DVG   |                     |       | DVG           |
| Saint-Michel         | 4 044      | Maurice Brugnon     |       | PS    | Maurice Brugnon     |       | PS            |
| Fresnoy-le-Grand     | 3 632      | Henri Van Maele     |       | UDF   | Roland Vauquieres   |       | UDF           |

### Résultats en nombre de maires
| Partis       | Partis                             | Maires sortants | Maires élus | Évolution     |
| ------------ | ---------------------------------- | --------------- | ----------- | ------------- |
|              | Parti socialiste                   | 5               | 6           | 1             |
|              | Parti communiste français          | 2               | 2           | en stagnation |
|              | Divers gauche                      | 1               | 1           | en stagnation |
| Total gauche | Total gauche                       | 8               | 9           | 1             |
|              | Rassemblement pour la République   | 2               | 2           | en stagnation |
|              | Union pour la démocratie française | 4               | 2           | 2             |
|              | Divers droite                      | 0               | 1           | 1             |
| Total droite | Total droite                       | 6               | 5           | 1             |
| Total        | Total                              | 14              | 14          | -             |

## Résultats dans les communes de plus de3 000 habitants

### Laon
- Maire sortant : René Dosière (PS) 1983-1989
- Maire élu : Jean-Claude Lamant (RPR)

| Candidat        | Candidat           | Parti                       | Premier tour | Premier tour | Premier tour | Second tour | Second tour | Sièges                    | Sièges |
| Candidat        | Candidat           | Parti                       | Voix         | %            | +/-          | Voix        | %           | -                         | +/-    |
| --------------- | ------------------ | --------------------------- | ------------ | ------------ | ------------ | ----------- | ----------- | ------------------------- | ------ |
|                 | Jean-Claude Lamant | RPR-UDF                     | 5 807        | 49,36        | 0,6          | 6 349       | 50,06       | 27 (10 RPR, 9 UDF, 8 DVD) | 19     |
|                 | René Dosière*      | Union de la gauche (PS-PCF) | 4 575        | 38,89        | 12,3         | 5 295       | 41,75       | 7 (4 PS, 2 PCF, 1 DVG)    | 20     |
|                 | François Turquin   | Ecologiste                  | 1 383        | 11,76        | Nv           | 1 039       | 8,19        | 1                         | 1      |
|                 |                    |                             |              |              |              |             |             |                           |        |
| Exprimés        | Exprimés           | Exprimés                    | 11 765       | 97,72        |              | 12 683      | 99,17       |                           |        |
| Blancs et nuls  | Blancs et nuls     | Blancs et nuls              | 275          | 2,28         | 106          | 0,83        |             |                           |        |
| Total           | Total              | Total                       | 12 040       | 74,54        | -            | 12 789      | 79,17       |                           |        |
| Abstention      | Abstention         | Abstention                  | 4 113        | 25,46        |              | 3 364       | 20,83       |                           |        |
| Inscrits        | Inscrits           | Inscrits                    | 16 153       | 100,00       | 16 153       | 100,00      |             |                           |        |
| * maire sortant |                    |                             |              |              |              |             |             |                           |        |

### Saint-Quentin
- Maire sortant : Jacques Braconnier (RPR) 1966-1977 et 1983-1989
- Maire élu : Daniel Le Meur (PCF) 1977-1983

| Candidat        | Candidat            | Parti                       | Premier tour | Premier tour | Premier tour | Second tour | Second tour | Sièges                    | Sièges |
| Candidat        | Candidat            | Parti                       | Voix         | %            | +/-          | Voix        | %           | -                         | +/-    |
| --------------- | ------------------- | --------------------------- | ------------ | ------------ | ------------ | ----------- | ----------- | ------------------------- | ------ |
|                 | Daniel Le Meur      | Union de la gauche (PCF-PS) | 11 028       | 44,25        | 0,7          | 14 231      | 51,42       | 38 (19 PCF, 18 PS, 1 DVG) | 26     |
|                 | Christian Choain    | Divers gauche               | 3 294        | 13,22        | Nv           | 14 231      | 51,42       | 38 (19 PCF, 18 PS, 1 DVG) | 26     |
|                 | Jacques Braconnier* | RPR-UDF                     | 9 174        | 36,81        | 7,6          | 13 443      | 48,58       | 11 (5 RPR, 4 UDF, 2 DVD)  | 26     |
|                 | Daniel Caron        | FN                          | 1 424        | 5,71         | Nv           |             |             |                           |        |
|                 |                     |                             |              |              |              |             |             |                           |        |
| Exprimés        | Exprimés            | Exprimés                    | 24 920       | 96,63        |              | 27 674      | 95,93       |                           |        |
| Blancs et nuls  | Blancs et nuls      | Blancs et nuls              | 869          | 3,37         | 1 174        | 4,07        |             |                           |        |
| Total           | Total               | Total                       | 25 789       | 68,56        | -            | 28 848      | 76,69       |                           |        |
| Abstention      | Abstention          | Abstention                  | 11 827       | 31,44        |              | 8 768       | 23,31       |                           |        |
| Inscrits        | Inscrits            | Inscrits                    | 37 616       | 100,00       | 37 616       | 100,00      |             |                           |        |
| * maire sortant |                     |                             |              |              |              |             |             |                           |        |

### Soissons
- Maire sortant : Bernard Lefranc (PS), réélu.

|                 | Bernard Lefranc* | PS-PCF         | 5 584  | 54,19  | 27 |  |  |
|                 | Michel Regnier   | UDF-RPR        | 4 720  | 45,81  | 8  |  |  |
|                 |                  |                |        |        |    |  |  |
| Exprimés        | Exprimés         | Exprimés       | 10 304 | 96,65  |    |  |  |
| Blancs et nuls  | Blancs et nuls   | Blancs et nuls | 357    | 3,35   |    |  |  |
| Total           | Total            | Total          | 10 661 | 62,77  |    |  |  |
| Abstention      | Abstention       | Abstention     | 6 322  | 37,23  |    |  |  |
| Inscrits        | Inscrits         | Inscrits       | 16 983 | 100,00 |    |  |  |
| * maire sortant |                  |                |        |        |    |  |  |